# Vijf entr'actes
Vijf entr’actes is een compositie van Frank Bridge. Het werk zal zelden uitgevoerd worden, want het is gelegenheidsmuziek, die Bridge componeerde bij de toneelvoorstellingen van Les deux bossus (The Two Humpbacks; De twee gebochelden) van Émile Cammaerts. De vertaling van het Franstalige werk werd geschreven door Tita Brand, de vrouw van Emile. The Two Humpbacks waren een deal waarvan ook het L'allegro, il Penseroso ed il Moderato van Georg Friedrich Händel deel uitmaakte. Soliste in dat werk was Marie Brema (dochter van Emile en Tita). Het toneelstuk speelt zich af in de Ardennen. De familie Cammaerts overhandigde Bridge enige plaatselijke volksdeuntjes en Bridge schreef er een soort suite bij. De muziek klinkt licht

## Delen
1. Prelude voor acte 1: allegretto moderato – lento
2. Intermezzo uit acte II: Andantino
3. Intermezzo uit acte III: Allegretto marziale
4. Prelude voor acte III: Lento, met solo voor de althobo
5. Entr’acte tussen actes II en II: Moderato

De eerste uitvoering van het totaalplaatje werd gedirigeerd door de componist zelf; plaats van handeling was het Savoy Theater in Londen.

## Orkestratie
- 2 dwarsfluiten, 2 hobo’s waarvan 1 ook althobo, 2 klarinetten, 2 fagotten
- 2 hoorns, 2 trompetten, 3 trombones
- pauken, triangel, 1 harpen
- violen, altviolen, celli, contrabassen

## Discografie
- Uitgave Chandos: BBC National Orchestra of Wales o.l.v. Richard Hickox uit 2001